# دوراب سفلي الجديد (بهمئي غرمسيري الشمالي)
دوراب سفلی الجدید (بالفارسية: دوراب سفلی جدید) هي قرية تقع في إيران في قسم بهمئي غرمسیري الشمالي الريفي. يقدر عدد سكانها بـ 135 نسمة بحسب إحصاء 2016.